# Nurag

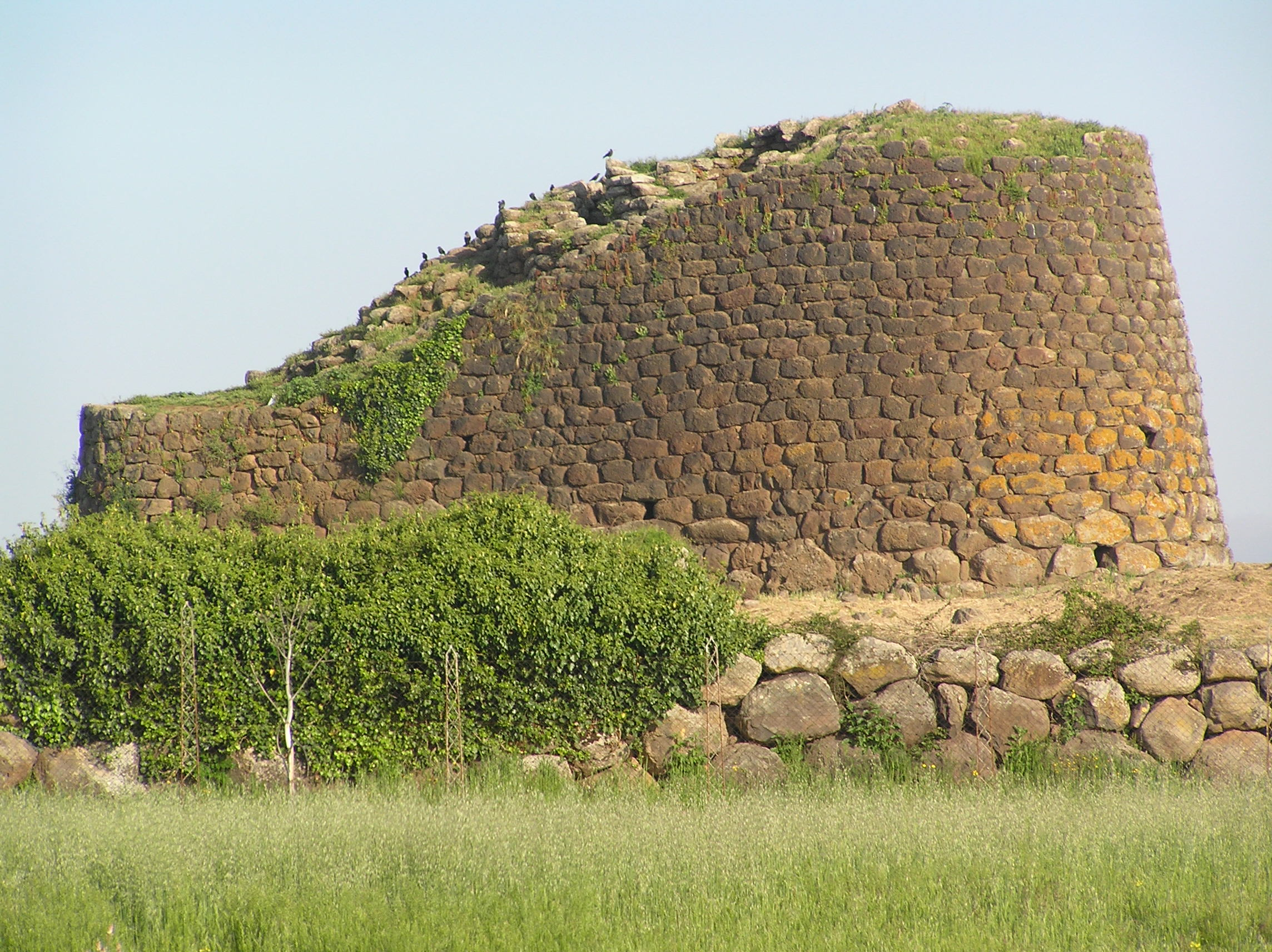
Nurag Losa d'Abbasanta, de planta triangular.

Els nurags (en sard nuraghe, nurake, nuraxi -pronunciat nuragi-, nuragu) són unes construccions de l'edat del bronze, exclusives de l'illa de Sardenya, que foren construïdes per una civilització a la qual han donat el nom: la nuràgica o Cultura dels nurags. Tenen forma de torre troncocònica i són fetes amb grans blocs de pedra sense cap mena de ciment, és a dir, construcció ciclòpia en pedra seca. Es desconeix gairebé tot sobre el seu significat simbòlic o sobre l'estil de vida de la societat que els va edificar, però podrien haver estat torres de guaita i centres comunals que van anar adquirint funcions religioses. El complex (nurag i poblat) de Su Nuraxi, a Barumini, ha estat declarat Patrimoni de la Humanitat per la UNESCO.
Tenen alguna similitud amb els talaiots de Menorca (vegeu més avall).

## Un tret distintiu de Sardenya

Densitat de nurags/km² (cal tenir en compte que:
0,1/km² ≈ 1 nurag cada 3,16 km
0,35/km² ≈ 1 cada 1,7 km
0,6/km² ≈ 1 cada 1,3 km)

L'abundància de nurags a l'illa de Sardenya és impressionant. El càlcul que es pot fer avui dia és d'uns 6.500, encara que molts estan en un greu estat de degradació i d'altres han anat desapareixent lentament. Com que molts estaven situats en terrenys particulars cultivables, al llarg del temps, els mateixos propietaris agraris els han anat desfent a poc a poc per aprofitar-ne les pedres ja tallades o, simplement, per alliberar els camps per conrear. Durant els darrers cent cinquanta anys, el procés de destrucció n'ha estat devastador, i la creació i consolidació de la xarxa viària sarda ha contribuït a accelerar aquest procés. Malgrat això, el patrimoni que resta encara és molt important, si bé el problema és conservar-lo, a causa del cost que comporta. S'ha de dir que on hi ha una gestió cooperativa per part de persones de la localitat s'aconsegueix conservar en condicions el patrimoni històric i, alhora, es creen llocs de treball per oferir un servei públic a tots els visitants interessats en l'estudi del passat humà.
Les torres nuràgiques s'esmenten moltes vegades en la tradició literària clàssica, tant per part dels grecs, que els anomenen tholoi i dedaléi, com dels romans, que els donen el nom de castro i spelonche. Uns posen més atenció en l'arquitectura, i els altres, en la possible funció. Els grecs i els romans admiraven les construccions nuràgiques; els primers van decidir que eren obra dels seus herois, els segons els tenien un cert temor, ja que consideraven que eren fruit del treball d'un poble misteriós.

## Tipus de nurags

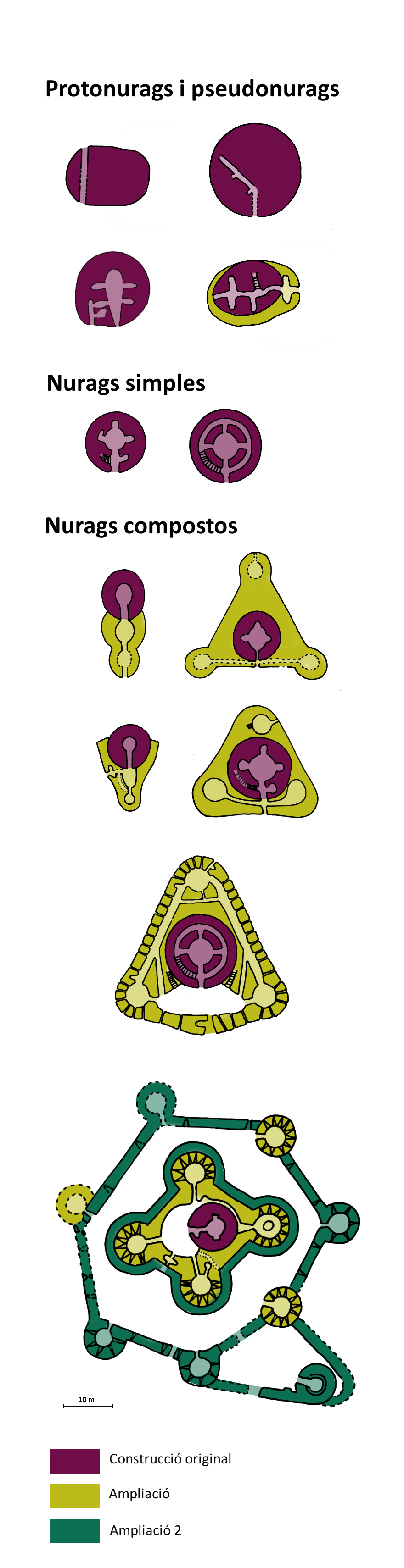
tipus de nurags

El nurag simple amb “tholos'’ apareix als volts del 1500 aC. La major part dels nurags s'edifiquen amb aquest patró durant els tres segles següents.
Entre el 1200 i el 900 aC es desenvolupa el nurag compost, gairebé sempre modificant i ampliant un nurag simple preexistent.

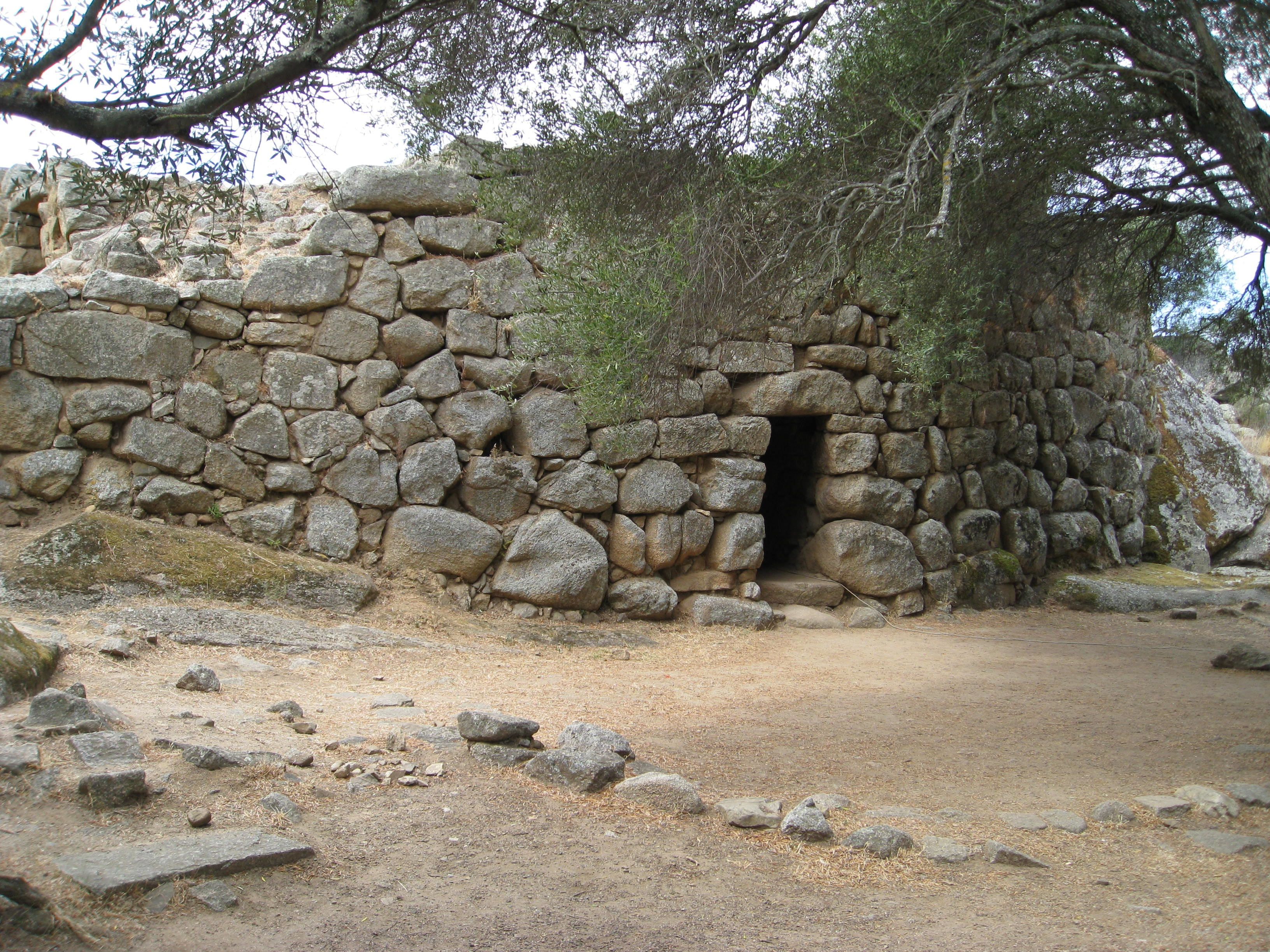
Protonurag Albucciu (Arzachena)

En els segles precedents es troben els “protonurags” o “pseudonurags”, dels quals se suposa que el nurag és una evolució. Tenen una tipologia més variada i no presenten falses cúpules en “tholos”, però comparteixen amb els nurags l'aparença de moles de pedra ciclòpies amb espais interiors que transmeten una sensació d'haver-hi estat excavats. Per la seva forma s'han relacionat amb altres construccions megalítiques com els túmuls tipus “longbarrow” anglo-bretons, que a diferència dels pseudonurags són monuments funeraris, i amb els talaiots menorquins que tanmateix són més tardans.

### El nurag simple

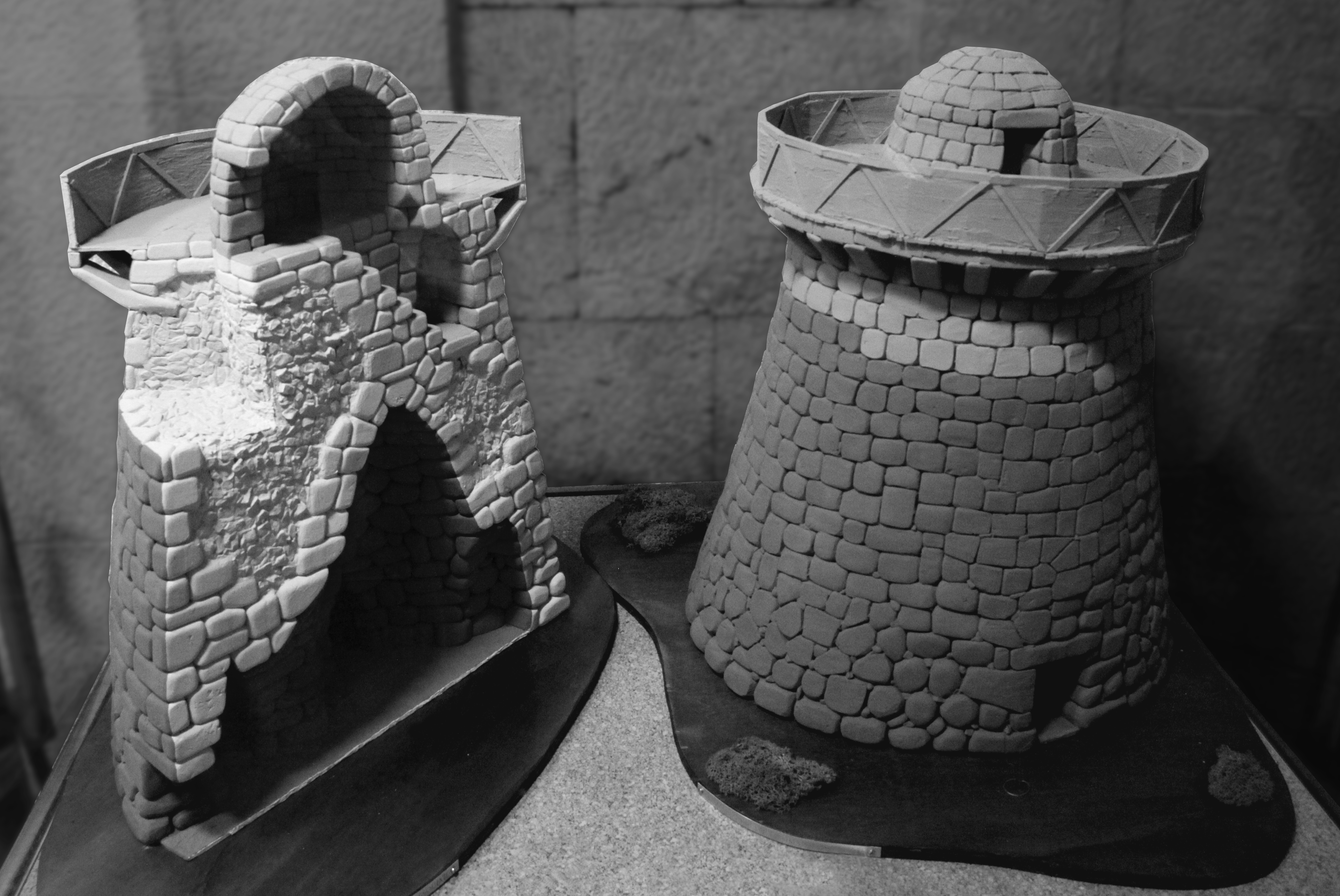
Maqueta mostrant l'estructura d'un nurag simple d'una sola planta. La part superior, més clara, és hipotètica

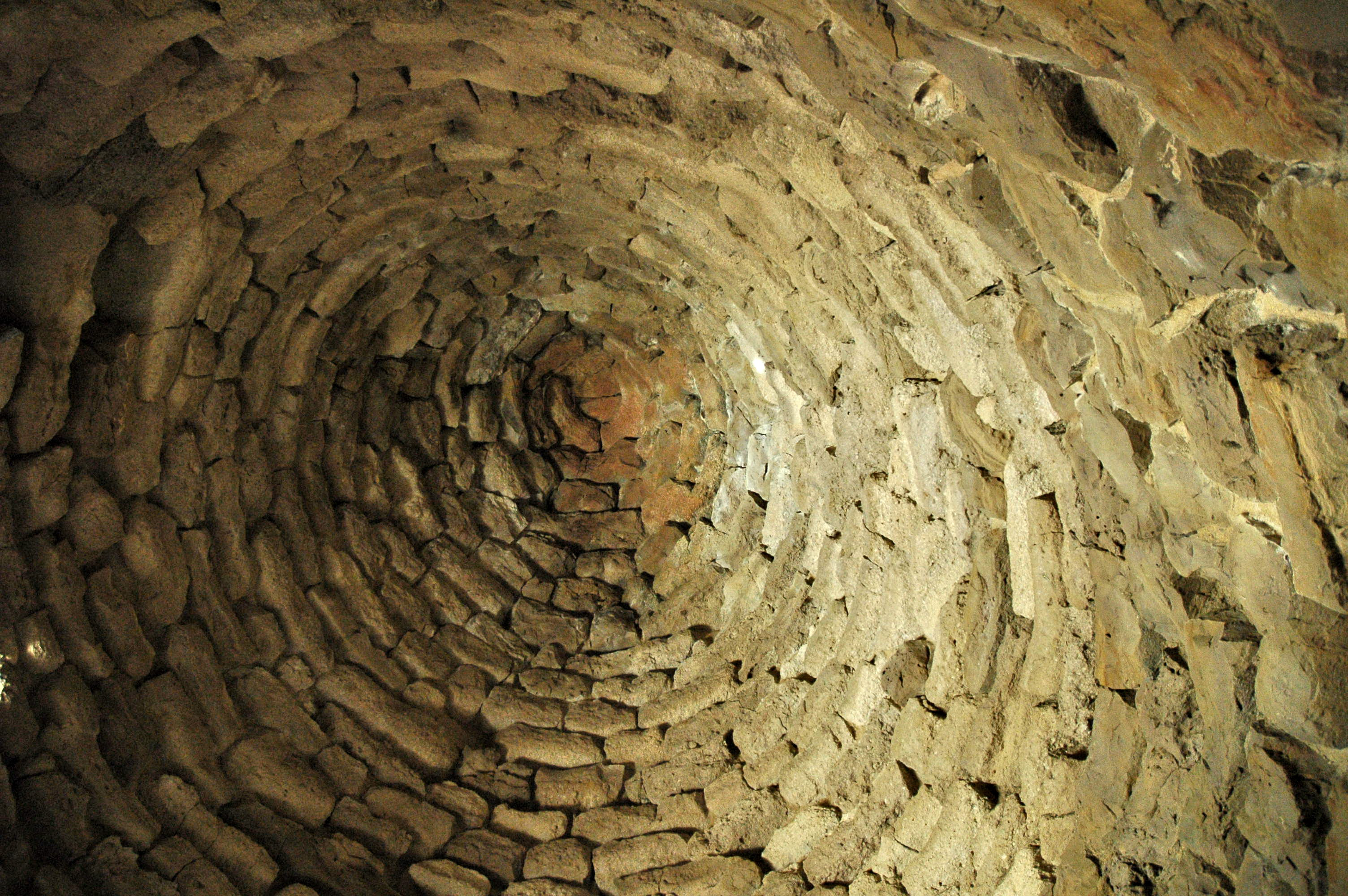
Falsa cúpula en tholos

En la seva forma simple, denominada de torre amb cúpula (o amb “tholos”), el nurag és una torre amb un tronc cònic construïda amb tècnica ciclòpia: grans blocs de pedra, de dimensió variable segons la seva situació dins l'estructura de la torre, sense cap mena de lligam com podria ser el ciment. Es tracta d'una construcció de paret seca, en què els picapedrers de l'època van col·locar en disposició circular fileres de pedres, normalment treballades per l'home per facilitar-ne l'encaix a dins de la mateixa filera i amb les de la fila inferior i superior. Els espais situats entre un bloc de pedra i l'altre eren omplerts amb pedres més petites treballades pels nuràgics per fer-les encaixar de manera perfecta per aconseguir que, amb el pas del temps, el mateix pes de les pedres superiors i laterals, així com les filtracions d'aigua, compactessin totalment les diverses parts d'aquest trencaclosques arquitectònic que és un nurag. A mesura que la torre guanya alçada, les pedres es fan més treballades, sobretot a la part superior, que és la més exposada a l'erosió atmosfèrica, i més petites.
A l'interior del nurag, s'hi accedeix normalment per una entrada situada sovint arran de terra. No hi ha notícia que mai cap excavació hagi trobat una porta d'entrada del nurag i la hipòtesi més generalitzada entre els arqueòlegs és que la porta d'entrada al nurag era de fusta i, per tant, impossible de conservar fins als nostres dies. Els detractors de la idea que els nurags tenien una funció defensiva agafen aquest aspecte com a element important per reforçar la seva posició.
Normalment, l'entrada ens porta a un rebedor o corredor més o menys gran que condueix a la sala principal del nivell baix del nurag. És freqüent que hi hagi una sala menor a banda i banda del corredor. Tot sovint, a la part esquerra de la paret, hi ha una escala construïda a l'interior del mur, que entre les parets del nurag puja en espiral tot voltant la cambra principal cap als pisos superiors, fins a sortir a l'aire lliure al sostre del nurag.
Quan el nurag té més d'un pis --n'hi pot haver dos, tres o, com a màxim, quatre, comptant-hi el nivell baix--, els superiors tenen, lògicament, unes dimensions més reduïdes, perquè la torre és de forma cònica i, per tant, el diàmetre és més reduït a la part superior. A dins d'una torre nuràgica hi ha una o més cambres superposades i cobertes a vegades amb “tholos”, és a dir amb la tècnica d'anar pujant la torre i en cada nou cercle de pedres anar restringint progressivament el diàmetre fins a arribar a la part superior amb un cercle mínim que es tanca amb una llosa de pedra. D'aquesta manera, les pedres es mantenen estables gràcies al seu propi pes i a la pressió que exerceixen les unes sobre les altres. Es calcula que les torres més altes superaven la vintena de metres.
En moltes ocasions les cambres en “tholos” estaven dividides en alçada per estructures de fusta, bé un pis, bé altells laterals. En queda evidència en els encaixos del mur on recolzaven les bigues de fusta. Al pis intermedi o als altells s'hi accedia bé per escales de fusta, fixes o movibles, o per l'escala en espiral buidada dins el mur.
Si bé no es conserven les parts superiors de les torres, s'ha hipotetitzat que estiguessin cobertes per una terrassa que sobresortia fins a 2-3 m del diàmetre de la torre mercès a unes mènsules de pedra encaixades perpendicularment a la part alta del mur que suportaven un terra de fusta. S'han trobat aquestes possibles mènsules al peu de nombroses torres, i al pseudonurag Albucciu (Malchittu) se'n conserven vuit en l'emplaçament original. Però també s'ha defensat que la seva funció era purament decorativa.

### El nurag compost

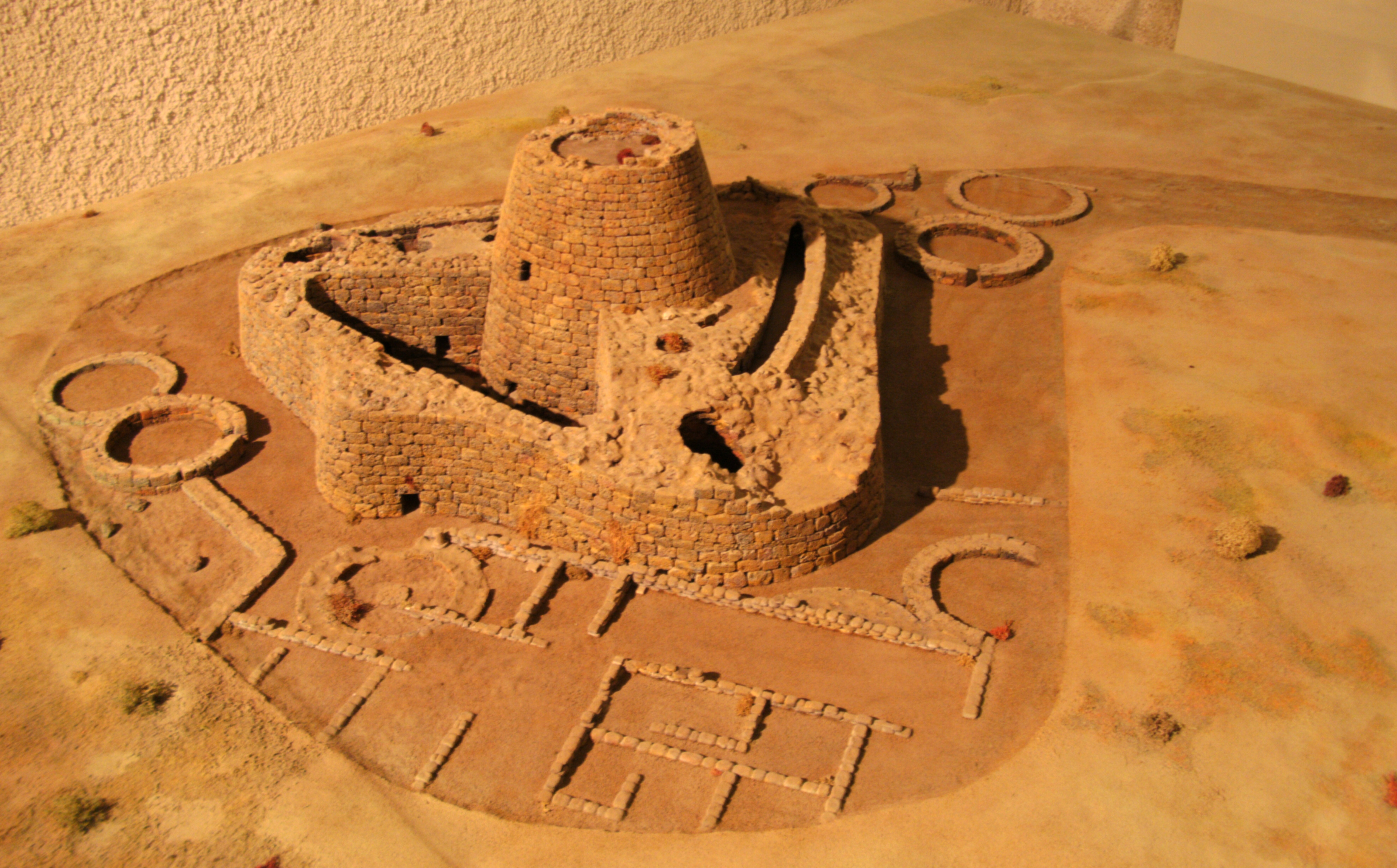
Maqueta del nurag Santu Antine (nurag compost) en el seu estat actual

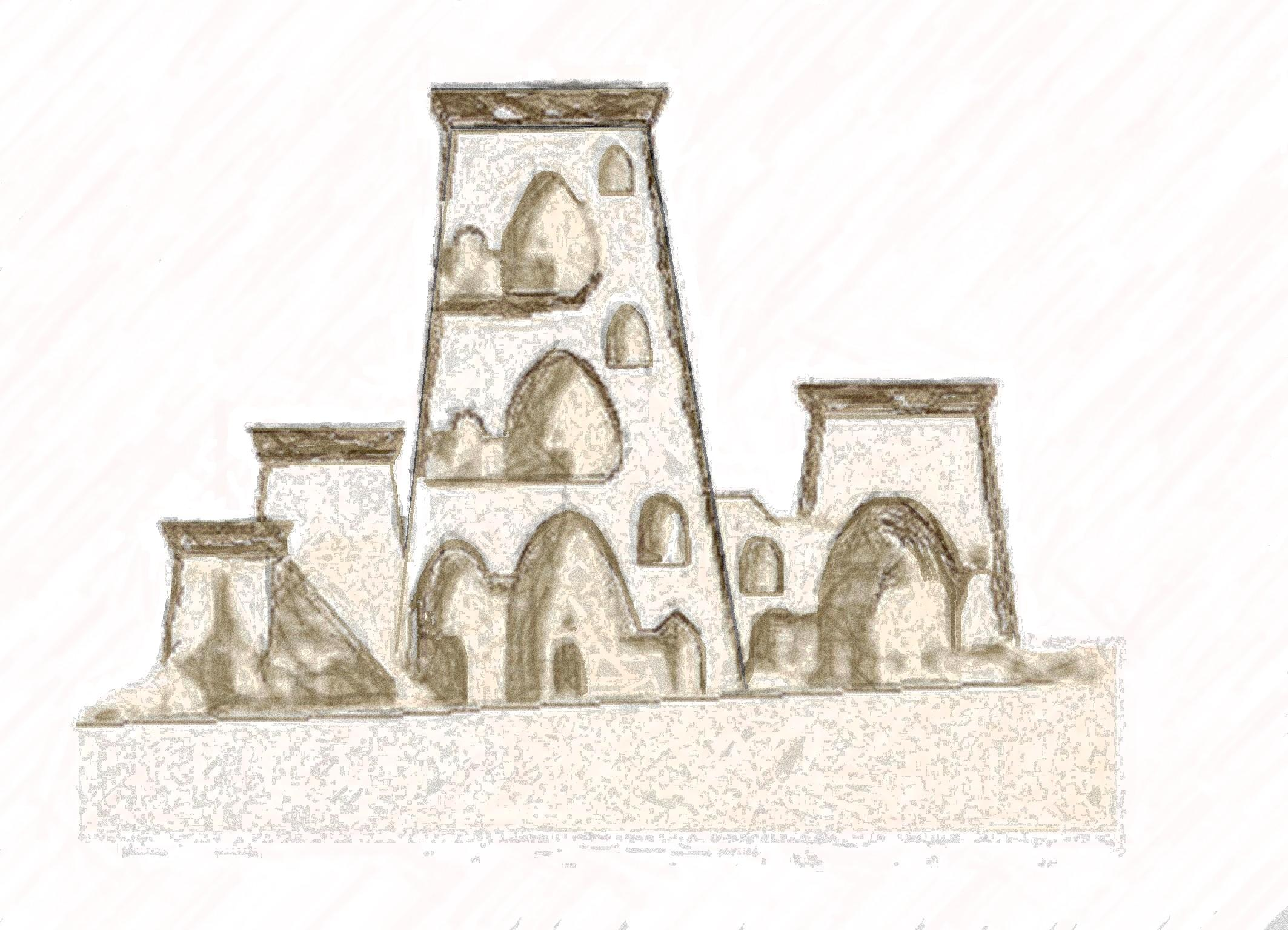
Secció del nurag Santu Antine

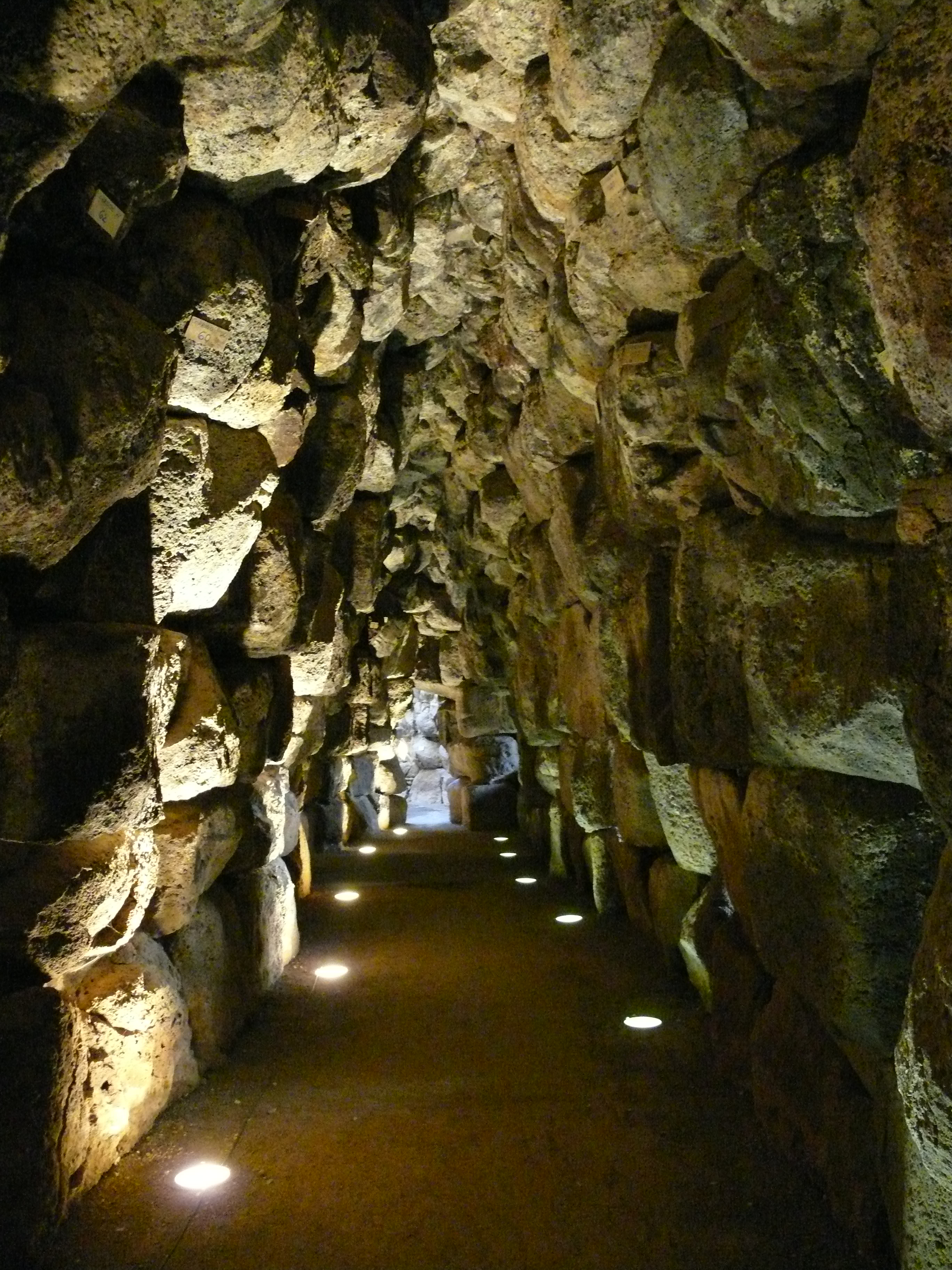
Galeria interior del nurag de Santu Antine

Aquest tipus de nurag, aparegut posteriorment, neix d'adossar noves torres amb cúpula a una preexistent. L'esquema més simple consisteix en dues torres entrelligades per dos murs ciclopis que delimiten un “pati” entre ambdues. Les torres addicionals poden construir-se recolzades a la primitiva, originant un edifici únic que les engloba totes. Segons el nombre de torres afegides i la seva disposició, s'obtenen nurags de planta allargada, triangular, rectangular, o pentagonal. A vegades les torres sobresurten prou per dibuixar una planta polilobada, que sovint deixa un o més “patis” a l'interior de l'edifici. Els murs tenen excavats a l'interior corredors que les comuniquen, amb més d'un pis.
Aquests nurags complexos poden estar voltats d'un altre cercle de torres lligades per un mur a manera de recinte emmurallat. El resultat recorda una fortalesa medieval, cosa que ha motivat les interpretacions dels nurags com a construccions militars.
En algun cas el nurag complex es va projectar directament amb aquesta estructura en comptes de construir-se a partir d'un nurag simple antic.

## Altres característiques constructives
Els materials utilitzats eren els més propers al lloc de construcció. Les pedreres que fornien les pedres no eren gaire llunyanes, pel simple motiu d'economitzar esforços. Per això, trobem nurags construïts amb els materials més diversos, com roca calcària, basalt o granit, que també es fan servir per construir els poblats. Contràriament al que indueix a pensar la indústria cinematogràfica americana, els pobles de l'edat del bronze, com els nuràgics o els egipcis, no desplaçaven els grans blocs de pedra amb una espècie de carretera de troncs sobre la qual els anaven fent lliscar, cosa que feia que, de tant en tant, algun pobre desgraciat caigués sota els troncs i morís esclafat. Aquest efecte resulta molt cinematogràfic per a les pel·lícules amb regust faraònic, però les grans construccions egípcies i segurament també les nuràgiques es van fer intentant economitzar també vides humanes. El transport de les pedres, com està documentat en les escriptures murals egípcies, es feia sobre una mena de trineus gegants que permetien un lliscament ràpid i constant de les pedres, i es creu que algunes de les tècniques utilitzades pels nuràgics no diferien gaire de les que devien utilitzar els egipcis, malgrat que els primers no han deixat cap document escrit ni gràfic que doni més pistes sobre aquest punt.
Al terra de l'habitació del nivell inferior d'alguns nurags, hi ha excavats un pou o una sitja, on es podien conservar aliments, fossin líquids o sòlids. De fet, aquests receptacles es poden considerar veritables neveres primitives. Aquesta possibilitat de conservació dels aliments resulta factible, ja que a l'estiu les temperatures exteriors poden arribar alguns dies als 40 graus i el millor lloc per refugiar-se en els moments de màxima calor de l'estiu sard és a l'interior d'un nurag.

## Hipòtesis funcionals
No hi ha encara una tesi prou acceptada sobre l'ús al qual es destinaven els nurags. Fins als anys 70 del segle XX s'acceptava de forma general que tenien una funció civil i militar, de defensa territorial i residència, seguint la interpretació dels arqueòlegs (Taramelli, Lilliu). Però l'any 1977 el lingüista Massimo Pittau va proposar que tenien una funció exclusivament religiosa, encetant un debat que encara està lluny de ser tancat, amb defensors i arguments considerables de cada banda i propostes alternatives.
Cada vegada és més clar que per respondre aquesta qüestió cal d'una banda estudiar més nurags (la immensa majoria no s'han excavat sistemàticament), i d'una altra ampliar el camp de recerca, ja que no és possible interpretar aquests edificis sense conèixer més l'organització i les creences de la societat nuràgica, els seus contactes amb altres pobles i la seva evolució durant l'edat del bronze i el trànsit a la del ferro.
Deixant de banda les teories pseudocientífiques i les de caràcter esotèric o ufològic, s'han proposat un bon nombre de possibles funcions.

### Funció civil-militar

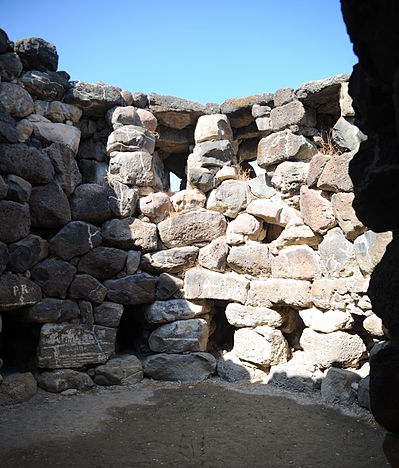
"Espitlleres" al nurag Su Nuraxi de Barúmini

Proposada per l'arqueòleg Antonio Taramelli a principis del segle XX i assumida i ampliada per Giovanni Lilliu fins a les darreres dècades del segle, basant-se ambdós en les seves nombroses excavacions, aquesta explicació va ser generalment acceptada fins als anys 70. Segons ells, els nurags tenien una funció de defensa i control del territori, en una societat organitzada en clans. Analitzant-ne la distribució territorial hi veuen sistemes jerarquitzats on els nurags, situats en indrets estratègics (carenes, límits territorials, llocs de pas com colls, guals o cruïlles de camins) i connectats visualment entre ells, dependrien d'un nurag central que seria al mateix temps la residència del “rei pastor”. Amb el temps, el nurag central esdevindria més complex: es transformaria primer en un nurag polilobat i més endavant seria protegit amb una muralla externa, adquirint un aspecte i unes funcions comparables a la dels castells feudals de l'edat mitjana. Els defensors d'aquesta teoria justifiquen que tenia també una utilització residencial (o en altres casos d'estatge continuat de guaites) per les restes de ceràmica d'ús diari trobades dins o en l'entorn immediat del nurag. A favor de l'ús militar argumenten l'estructura semblant a la de les fortaleses medievals, amb potents murs i “bastions”, foradats a vegades per “espitlleres” i la possible terrassa superior sobresortint, recolzada en mènsules, que podria fins i tot tenir matacans. A més recolzen la seva visió d'una societat clànica i guerrera en els personatges (“prínceps” i guerrers armats) representats per les figuretes de bronze anomenades “bronzetti”.

### Funció religiosa-funerària
L'any 1977 el lingüista i etruscòleg Massimo Pittau publica “La Sardegna nuragica”, on defensa que els nurags eren temples. Hi assenyala punts febles de la interpretació “militarista” i aporta arguments a favor de l'ús religiós.
Assenyala que durant els tres primers segles d'existència dels nurags no es troba a Sardenya cap edifici religiós, llevat de les tombes col·lectives anomenades “tombes de gegants”. Al Bronze final, però, junt amb l'aparició del nurag compost, i coincidint amb l'abandonament de gran part dels nurags monotorre, proliferen noves estructures de culte: temples de pou, fonts sacres, temples en “mègaron”. En dedueix que el nurag simple és el temple del període anterior. A més, hi ha evidències de rituals en alguns nurags simples a partir del bronze final i hi són freqüents els “bronzetti”, interpretats com a figures votives.

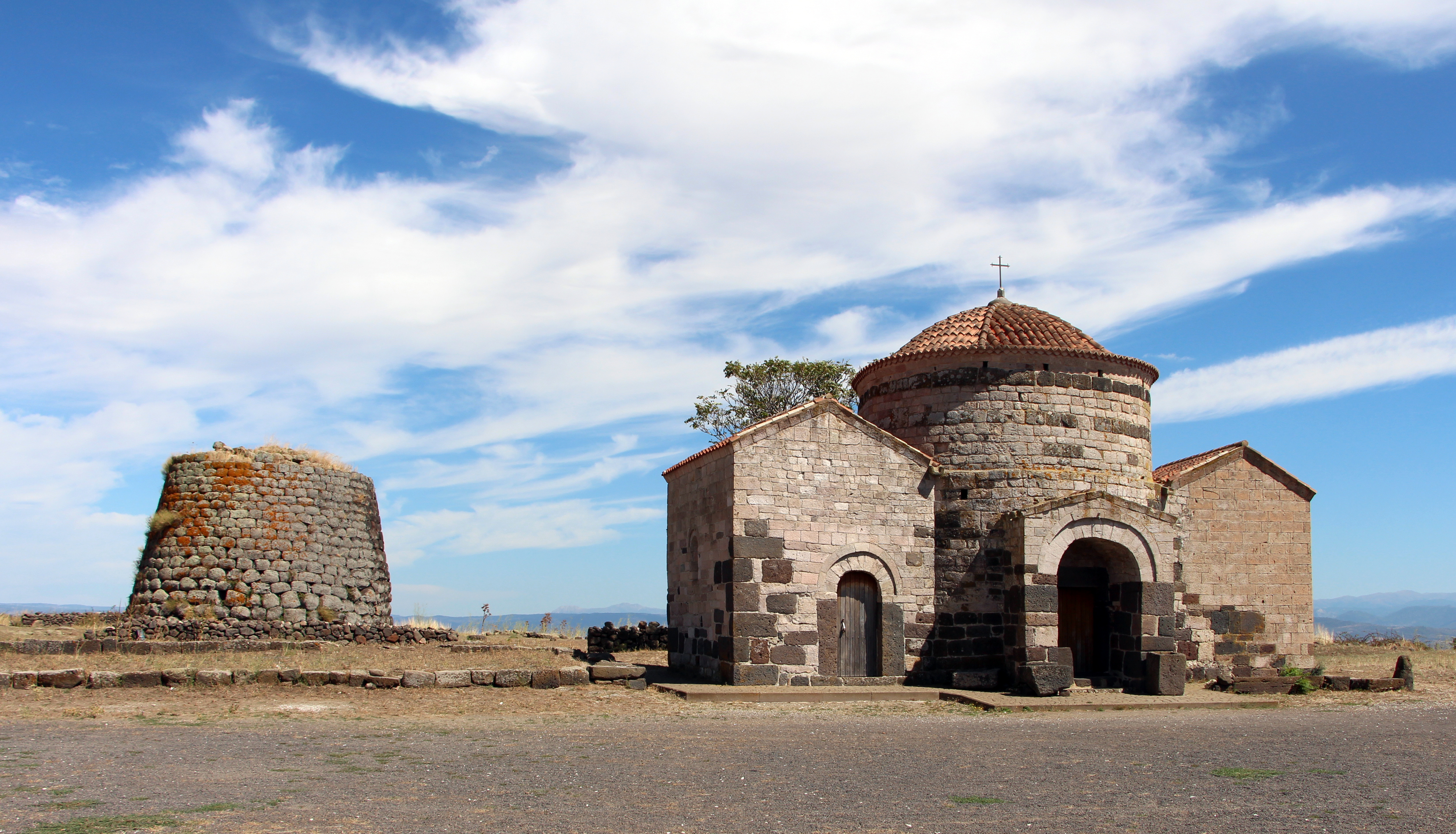
Santa Sabina (Silanus). L'església romànica edificada vora un nurag podria indicar la cristianització d'un antic indret sagrat

 En contra de la interpretació “militarista” qüestiona l'eficàcia defensiva dels nurags: afirma que les “espitlleres” serien inoperants, nega que les mènsules poguessin suportar un parapet de pedra - ell hi veu una corona decorativa simbolitzant els rajos solars-, assenyala la manca d'estructures que permetessin tancar les entrades. Per a ell la disposició interior del nurag el fa inadequat per als moviments dels defensors, per sostenir un setge i encara més per a l'ús residencial (fosc, humit i mal ventil·lat). A més assenyala que els elements suposadament defensius es troben bàsicament en el nurag complex, però no en el nurag simple. Però la majoria de nurags són monotorre i el nurag polilobat no apareix fins uns tres segles més tard, quan moltes torres estan ja abandonades i fins a vegades enrunades. Per tant, dedueix, no és en el nurag complex que caldria cercar-ne la funció. Finalment, assenyala els casos en què la distribució territorial dels nurags no s'adiu a la xarxa defensiva propugnada per Lilliu.
Per a donar suport a la seva tesi, Pittau proposa possibles usos cultuals dels elements del nurag simple. A més, rastreja les fonts clàssiques, les tradicions sardes i els topònims i els analitza etnològicament i lingüísticament, cercant indicis d'antics cultes i de processos de reciclatge o reinterpretació pel cristianisme. Creu que el nurag, a més del culte solar, podria tenir un ús de rituals fúnebres, culte a herois (que podrien conservar-s'hi embalsamats), ritual de la ‘incubatio’ (dormir en el lloc sagrat per comunicar-se amb l'heroi o adquirir-ne les virtuts), oracle i altres.

### Debat i funcions alternatives
Oberta la polèmica, especialistes i estudiosos han mirat de documentar o refutar una de les dues teories, o proposar funcions alternatives que poden complementar-les o ampliar-les.
- Arguments “civils-militaristes”

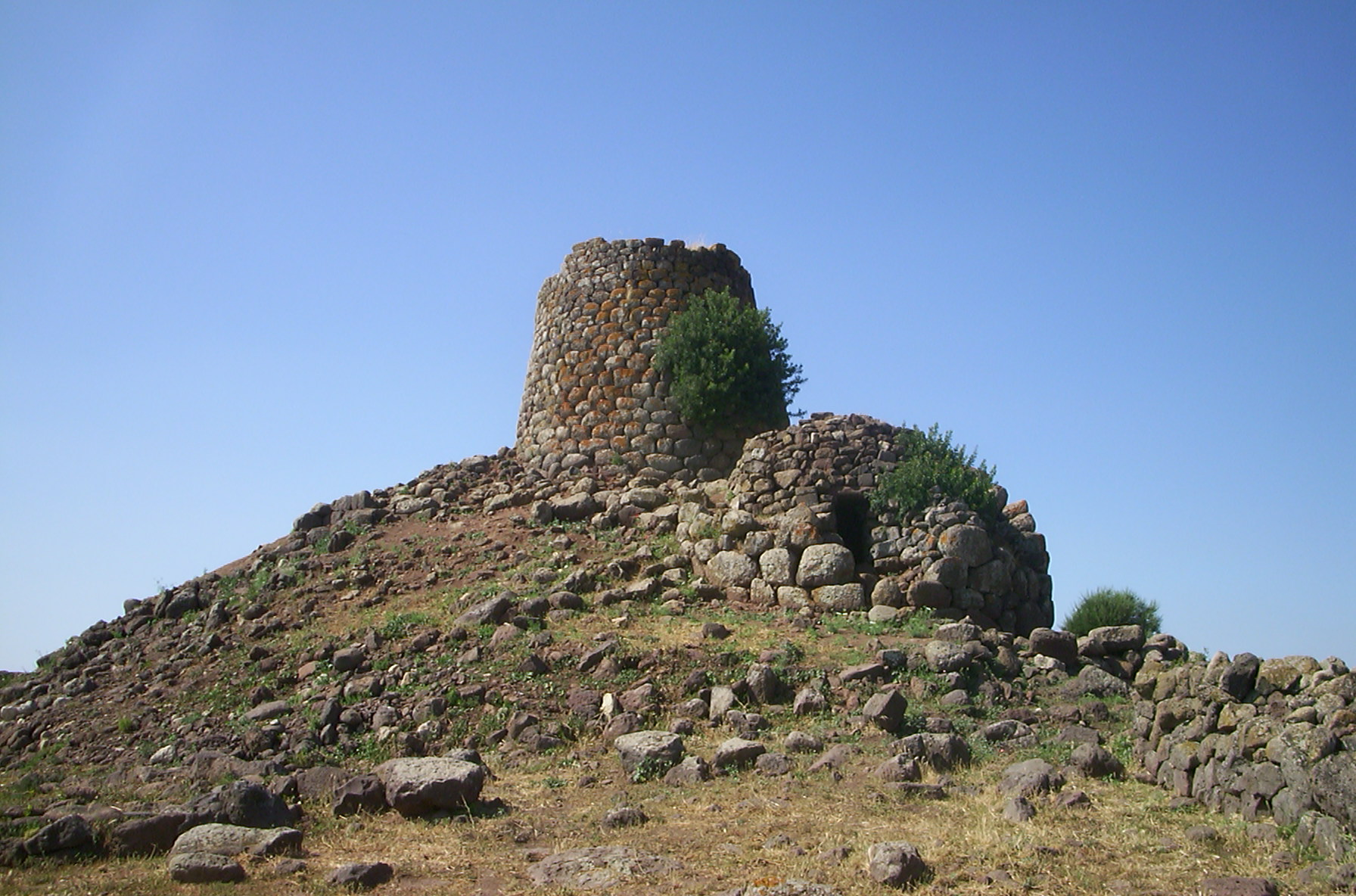
Nurag Nuraddeo (Suni), exemple de monotorre situat dalt d'un turó

- El nurag no és el temple, ja que hi ha estructures especialitzades
- Si el nurag fos el temple, la sobreabundància de nurags indicaria una societat hiperreligiosa. En canvi, la xarxa defensiva associada al territori del clan i l'aparició de sub-centres a conseqüència de l'establiment de nous nuclis familiars amb els seus nurags n'explicaria millor la densitat territorial.
- Durant el Bronze mitjà l'activitat religiosa es realitzava a les tombes de gegants (culte als avantpassats) i possiblement en “santuaris naturals” tals com fonts, rius, boscos o coves. Aquest culte posteriorment es traslladaria als nous temples de pou i fonts sagrades.
- Poblats associats a nurags (Su Nuraxi, Losa, Palmavera)

- Arguments “religiosos”

- L'absència de temples en el bronze mitjà i la posterior aparició d'estructures tan elaborades com els temples de pou implicaria la conversió d'una socitetat “atea” a una d'altament religiosa, que consideren improbable.
- L'associació dels nous temples a nurags demostraria que ja eren llocs sagrats.
- El nurag no pot ser defensiu, n'hi ha una quantitat excessiva i s'hi destinen mitjans desproporcionats. L'ús religiós explicaria millor l'excés, ja que el valor simbòlic i sagrat del temple justifica que s'hi aboquin mitjans per sobre del que és pràctic.
- L'origen del nurag sembla estar en el túmul (del qual derivaria el protonurag), i en el “tholos” de possible importació egea. Ambdós tenien funció funerària/religiosa.
- Molts poblats no tenen cap nurag, i sovint els poblats propers a nurags es construeixen quan la torre ja està abandonada (Su Nuraxi). Els poblats associats als nurags podrien haver estat utilitzats només en les festes religioses, d'acord amb una pràctica documentada a Sardenya ja en època romana i encara vigent (“poblats de romeria”).

- Funció d'emmagatzematge. L'existència de sitges en molts nurags recolzaria un ús d'emmagatzematge i posterior redistribució d'excedents agraris. Està documentat l'ús com a graners a l'edat mitjana, cosa que podria significar que es mantenia un costum antic. L'acumulació i redistribució d'excedents ha estat una de les funcions originals dels primers poders centralitzats.[16]
- Funció astronòmica. S'han realitzat estudis sobre l'orientació de les entrades i les “espitlleres” dels nombrosos nurags, que els relacionarien amb punts astronòmics concrets com la sortida del sol als equinoccis o solsticis, l'observació de determinats estels i altres. Molts monuments megalítics (cercles de pedres, túmuls de corredor, etc.) s'han relacionat amb usos d'observació astronòmica, cultuals i de calendari.[22]

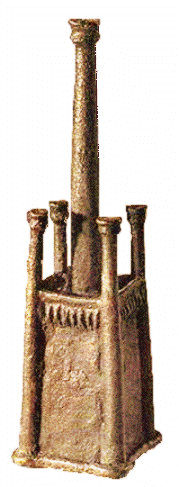
Model de bronze de nurag quadrilobat, trobat a Ittireddu, Sàsser (s.VII-VI aC)

- Funció simbòlica. Com a estructures que encara avui en dia resulten impressionants, els nurags poden contenir una gran càrrega simbòlica. A més s'han trobat “miniatures” de nurag de diverses mides i materials (al nurag Palmavera, al jaciment dels ’’Gegants'’ de Mont'e Prama, etc.) que demostrarien un cert grau de culte al nurag en si. Podrien ser un símbol del clan[23], potser associat a un ús com a lloc de reunió dels consells de notables, ancians, etc., que el dirigirien col·legiadament. També podrien tenir funcions de marcatge territorial i de defensa passiva, en tant que demostrarien la capacitat de col·laboració, la cohesió social i el poder de la comunitat, i doncs dissuadirien possibles atacants o competidors.[22][24] Aquesta és una de les explicacions que s'han proposat per al fenomen del megalitisme en general.

### Polifuncionalitat
Davant la varietat d'arguments a favor i en contra de les diverses hipòtesis també s'ha proposat que els nurags hagin tingut diverses funcions.[
- Evolució en el temps. Els nurags ha estat utilitzats durant més de mig mil·lenni i, doncs, la seva funció pot haver evolucionat amb el temps. A més es detecta un tall als voltants del segle xii aC, amb el decaiment del nurag simple i l'aparició del polilobat. Aquest tall podria respondre a un canvi cultural o d'organització social. Alguns hi han vist un procés de jerarquització, amb aparició d'una aristocràcia “feudal”, que relacionen amb el “bronzetti” representant personatges amb capa, bastó i petites espases, que interpreten com a “caps” de clan (el “rei pastor” de Lilliu). El canvi cultural podria estar associat a un canvi religiós que desplacés el culte del nurag als nous temples. O bé els nurags podrien adquirir un significat religiós que abans no tenien, seguint un procés de mitificació dels seus constructors: models de nurags, “bronzetti” votius figurant guerrers mítics i sobrehumans (alguns tenen més d'un parell d'ulls, o de braços que els permeten portar més armes del normal). Aquest culte d'uns avantpassats mitificats podria legitimar una aristocràcia que se'n pretengués descendent.[16] En el sentit contrari, els defensors de la hipòtesi religiosa opten pel reciclatge dels nurags-temple com a bastions ocasionals ja en època de les lluites contra els ocupants cartaginesos, i més tard contra els romans.

- Funcions compartides. Els nurags poden haver tingut també des d'un inici més d'una funció alhora. Per exemple, el polític i religiós, en el cas que el cap tingués també un paper sacerdotal. Igualment s'ha apuntat que en el seu origen, el fenomen del temple sovint s'associa a un mercat, on el control dels sacerdots i el caràcter sagrat (protecció divina) serveixen de garant de les transaccions, enfront de la llei del més fort. El poder polític també pot anar unit a la defensa i a la redistribució d'excedents, i l'ús religiós a la funció astronòmica.

- Varietat de funcions. Altres hipòtesis plantegen que en les mateixes èpoques els nurags podien tenir utilitats diferents segons les comunitats que els bastien, o el seu emplaçament. Fins i tot s'ha postulat que en realitat el nurag no és una “funció” sinó una tècnica constructiva, la de la torre amb “tholos”, que els nuràgics empraven per a tots els edificis d'ús comunitari, tant fos la defensa, com el temple, el magatzem o el centre de poder. La progressiva coexistència de nurags monotorre d'una planta, de diverses, polilobats o amb cintura emmurallada, associat o no a poblats només reflectiria la progressiva aparició de variants adaptades a diversos usos, potencial de les comunitats, materials constructius, dificultat o comoditat de l'emplaçament, etc.[16]